# Bibliothèque cantonale de Glaris
 (avril 2022).
Si vous disposez d'ouvrages ou d'articles de référence ou si vous connaissez des sites web de qualité traitant du thème abordé ici, merci de compléter l'article en donnant les références utiles à sa vérifiabilité et en les liant à la section « Notes et références ».
La Bibliothèque cantonale de Glaris est à la fois la bibliothèque cantonale (donc une bibliothèque d’étude) et une bibliothèque de lecture publique en libre accès. L’accent de la collection repose sur l’écrit glaronais. 

## Historique
En 1761, la première bibliothèque a été fondée à Glaris pour les habitants évangéliques du canton. Une bibliothèque ouverte à toute la population a été créée en 1858. Après l’incendie dévastateur de 1861 qui a réduit deux tiers de la ville en cendres, la bibliothèque a été reconstruite au palais de justice. Durant sa rénovation en 1969, le magasin fermé a été élargi et une nouvelle salle de lecture inaugurée. En 1993, la bibliothèque cantonale a déménagé à ces locaux actuels.

## Fonds
La partie en libre accès de la BCG comprend 7 500 livres de jeunesse, 17 000 ouvrages pour adulte, 6 500 autres médias comme des cassettes vidéo, des DVD, CD et CD-ROM, 20 journaux et 110 périodiques. Au magasin fermé se trouvent quelque 100 000 autres volumes.

### Fonds spécialisés
La collection de plan de Walter Blumer, la bibliothèque d’Arthur Dürst concernant avant tout la géographie et l’histoire de plan, ainsi que la bibliothèque de Fritz Zwicky concernant l’astrophysique et la morphologie, appartiennent aux fonds particuliers de la BCG. En outre, elle possède les fonds d’échange de l’Association historique ainsi que de la Société de recherches naturalistes du canton de Glaris.

### Glaronensia
La Bibliothèque cantonale de Glaris a reçu de la part du canton la mission de collectionner l’écrit glaronais. Ces Glaronensia comporte toutes les publications concernant le canton de Glaris et ses alentours proches, tous les documents rédigés par des Glaronais ou édités dans le canton.

## Utilisation
La bibliothèque est ouverte à tout le monde. Les usagers peuvent utiliser tous les documents et l’infrastructure en libre accès et de la salle de lecture. Tous les ouvrages peuvent être empruntés, hormis ceux se trouvant en salle de lecture, en salle de bibliographie et les fonds anciens du magasin fermé.
La BCG offre le prêt inter bibliothécaire : Les livres à caractère scientifique, scolaire ou professionnel qui ne sont pas disponibles à la bibliothèque, sont commandés d’autres bibliothèques.

## Catalogues
Tous les médias acquis après 1991 sont consultables via le catalogue en ligne OPAC. Les fonds plus anciens doivent être recherchés dans les catalogues sur fiches qui contiennent :
- un catalogue alphabétique par auteur
- un catalogue des mots-clé jusqu’à 1977
- un catalogue des mots-clé de 1978 à 1992
- la littérature glaronaise
- la fondation Fritz Zwicky